# هارون هيكس
هارون هيكس (بالإنجليزية: Aaron Hicks)‏ هو لاعب كرة قاعدة أمريكي، ولد في 2 أكتوبر 1989 في لونغ بيتش في الولايات المتحدة.

## وصلات خارجية
- هارون هيكس على موقع دوري كرة القاعدة الرئيسي (الإنجليزية)
- هارون هيكس على موقعبيزبول رفرنس.كوم (الدوري الرئيسي) (الإنجليزية)
- هارون هيكس على موقعبيزبول رفرنس.كوم (الدوري الثانوي) (الإنجليزية)
- هارون هيكس على موقع إي إس بي إن.كوم (أم.أل.بي) (الإنجليزية)
- هارون هيكس على موقع مشجعي الرسوم البيانية (الإنجليزية)